# Adolf Nilsen
Adolf Gustinius Nilsen (Stavanger, Rogaland, 6 de juliol de 1891 - Westminster, Colorado, octubre de 1983) va ser un remer noruec que va competir a començaments del segle xx.
El 1920 va prendre part en els Jocs Olímpics d'Anvers, on guanyà la medalla de bronze en la competició del vuit amb timoner del programa de rem.